# Монастырь Святого Мученика Евгения
Монастырь Святого Мученика Евгения — мужской монастырь.

## История
Деревянная церковь во имя Архистратига Михаила была построена и освящена в 1914 году в селе Нижние Чёмы (ныне микрорайон ОбьГЭС Советского района). В 1937 году храм был закрыт, а в здании разместили клуб. В 1953 году при строительстве плотины бывшее здание храма было разобрано. В 1990-е годы храм во имя Архистратига Михаила был восстановлен.
23 марта 2001 года монастырь мученика Евгения был переведён в храм Архистратига Михаила города Новосибирска При храме мч. Евгения на Заельцовском кладбище открылось подворье женского Михайло-Архангельского монастыря.
Решением Священного Синода от 27 марта 2007 года обитель переименована в монастырь во имя святого Иоанна Предтечи.
В 2013 году после разделения епархии подворья монастыря отошли в Искитимскую епархию.

## Чтимые иконы и святые
- Храмовая икона Архистратига Михаила.
- Иверская икона Божией Матери.
- Ковчег с частицами мощей семидесяти Киево-Печерских святых. Привезён из Киево-Печерской лавры прот. Борисом[1].